# Ivan Rebroff
Ivan Rebroff, (rođen kao Hans-Rolf Rippert, Spandau, 31. srpnja 1931. -  Frankfurt am Main, 27. veljače 2008.), bio je njemačko-ruski pjevač. Roditelji su mu bili njemačko-židovskog podrijetla. Rebroff je bio prvenstveno poznat po svom vokalnom rasponu od četiri i pol oktave, što je zapisano u Guinnessovoj knjizi rekorda 1993.

## Obrazovanje i karijera
Studirao je glazbu u Hamburgu i pobijedio na glazbenom natjecanju studenata svog sveučilišta 1958. Poslije tog nastavlja solo karijeru u zboru donskih kozaka pod Sergejem Jaroffom. U kasnijem dijelu svog života, živio je u Skopelosu u Grčkoj, ali često je aktivno nastupao po turnejama i posljednji koncert je održao u Beču u prosincu 2007. Nastupio je na preko 6000 koncerta u svojoj skoro 50-godišnjoj karijeri.

## Hitovi
- Abendglocken (ru. Вечерний звон)
- Dank sei Dir, Herr
- Das einsame Glöckchen (ru. Однозвучно гремит колокольчик)
- Die Legende von den 12 Räubern (ru. Жили двенадцать разбойников)
- The Legend of the twelve robbers (ru. Жили двенадцать разбойников)
- Eine weiße Birke
- Havah Nagila
- Ich bete an die Macht der Liebe (ru. Коль славен)
- Im tiefen Keller
- Kalinka
- Kaćuša (pjesma)
- Mit der Troika in die große Stadt
- Moskauer Nächte (ru. Подмосковные вечера)
- O Isis und Osiris
- Schwarze Augen (ru. Очи черные)
- Stenka Rasin (ru. Стенька Разин)
- Wenn ich einmal reich wär (iz mjuzicla Anatevka)
- Wolgalied
- Lied der Wolgaschlepper

## Diskografija (izbor)
- Ave Maria
- Ich bete an die Macht der Liebe
- Zauber einer großen Stimme
- My Russian Homeland
- Glasnost Perestroika
- Komm mit nach Hellas
- Seine größten Opernerfolge
- Musikalische Edelsteine
- Russische Weihnacht
- Frühling in der Taiga
- Wunschkonzert
- Weihnacht mit Ivan Rebroff
- Wenn ich einmal reich wär’
- Live in Concert DVD
- Live in Concert, Recitals 1968
- Meine Reise um die Welt
- Meine russische Seele
- Mein Russland, du bist schön
- Krönung einer großen Karriere
- Die schönste Stimme Russlands
- … und Friede auf Erden
- A Moscou
- from the World
- Kosaken müssen reiten
- Na Sdarowje
- Taiga Träume
- Russische Party
- Errinerungen an Russland
- Volksweisen aus dem alten Russland
- Boris Godounov